# 4653 Tommaso
4653 Tommaso è un asteroide della fascia principale. Scoperto nel 1976, presenta un'orbita caratterizzata da un semiasse maggiore pari a 2,6835832 au e da un'eccentricità di 0,1750127, inclinata di 11,26755° rispetto all'eclittica.
L'asteroide è dedicato al filosofo italiano Tommaso Campanella